# Frank McCann
Francis Daniel McCann, mais conhecido como Frank McCann (Lackawanna, 15 de dezembro de 1938 — Durham, 2 de abril de 2021) foi um historiador dos Estados Unidos, especialista na atuação do Brasil durante a Segunda Guerra Mundial. Foi professor da Universidade de Nova Hampshire.
Professor emérito de Relações Internacionais na Universidade Federal Fluminense (UFF), foi chamado de "um grande americano e um grande amigo do Brasil".
Seus campos de interesse são América Latina, cultura militar e relações internacionais brasileiras, a Revolução Mexicana, igreja católica, e povos nativos dos Estados Unidos, como os Iroquois e os Pueblos.

## Vida e carreira
De família irlandesa-americana, quando criança, desenvolveu grande interesse por história, especialmente pela nação Iroquois. Seu interesse nasceu quando visitou o Forte Ticonderoga e outros locais históricos com seu irmão, Bernard, e seu pai, Francis Daniel. Sua mãe, Kay Moran, morreu quando tinha 8 anos de idade. Ele passava horas lendo sobre história na Biblioteca de Lackawanna. Também era um bom arqueiro e maratonista, chegando a participar da equipe católica cross-country da Western New York. Ele era escoteiro, e chegou a patente de Eagle Scout, a maior entre os Scouts BSA.
Viveu por um período em Novo México, onde entrou em contato com ruínas indígenas, danças e outras expressões culturais, como o pow-wow.
Formou-se na Universidade de Niagara em 1960. Se tornou Mestre pela Universidade Estadual de Kent em 1962 e Doutor pela Universidade de Indiana em 1967. Completou seu pós-doutorado na Universidade de Princeton.
Conheceu sua futura esposa, Diane, durante a graduação, com quem teve duas filhas, Tibi e Kaydee.
Em 1965, incentivado por estudantes como Teresinha Souto Ward e George Fodor, aceitou a primeira das quatro bolsas da Fundação Fullbright se mudou com a mulher e crianças para o Rio de Janeiro.
Em 1972, começou a lecionar na Universidade de Nova Hampshire, onde permaneceu até 2017. Lá, fundou e dirigiu o UNH Center for International Perspectives. Também lecionou na River Falls e na Academia Militar dos Estados Unidos de West Point, onde foi promovido a Capitão do Exército. Também foi professor emérito na Universidade do Novo México, Universidade de Brasília e na Universidade Federal do Rio de Janeiro.
Morreu em 2 de abril de 2021 devido a um derrame. Entre as pessoas que o homenagearam, está o então vice-presidente do Brasil, Hamilton Mourão. Foi enterrado com honras no dia 6 em Durham.

## Brasilianista militar
Brasilianista famoso, escreveu o livro Soldados da Pátria, sobre a mentalidade e políticas internas do Exército Brasileiro durante o período formativo após a Guerra do Paraguai e a proclamação da ditadura do Estado Novo de Getúlio Vargas em 1937. Essa era formativa consolidou o Exército como uma instituição, tendo vontade e voz próprias, levando à queda do Império e à ditadura Vargas. Um dos marcos desse período foi a fundação da revista A Defesa Nacional. Frank também escreveu outra grande obra, o livro Aliança Brasil-Estados Unidos 1937-1945, estudando as relações entre Brasil e Estados Unidos; publicado pela primeira vez em 1974, concorreu com menção honrosa ao Prêmio Bolton e vencedor do Prêmio Bernath de 1975. Ele foi editado no Brasil pela Biblioteca do Exército (Bibliex). Um dos comentários feito por McCann foi o convite ao Brasil para participar da administração da Áustria ocupada ao fim da Segunda Guerra. Segundo McCann, o assunto foi rejeitado pelos militares na Itália e o convite sequer chegou ao nível de Getúlio.

Além de bibliografia de referência, Frank McCann também publicou diversos periódicos e foi convidado a escrever capítulos em livros, geralmente voltados para a Força Expedicionária Brasileira. Dentre essas várias contribuições, está o último capítulo na 3ª edição (revisada e aumentada) do livro A Luta dos Pracinhas: A FEB 50 anos depois - uma visão crítica, de Joel Silveira e Thassilo Mitke. Em seu periódico Brazil and World War II: The Forgotten Ally. What did you do in the war, Zé Carioca?, McCann traz uma visão global sobre a participação do Brasil na Segunda Guerra Mundial, analisando o pensamento estratégico das lideranças brasileiras, como Góis Monteiro e Getúlio Vargas e a atuação no Atlântico Sul e na Itália. O texto analisa brevemente a aviação brasileira, mas o seu foco principal é no elemento terrestre. Sobre a divisão expedicionária, McCann concluiu:
"A FEB cumpriu todas as missões que lhe foram confiadas e comparou-se favoravelmente com as divisões americanas do Quarto Corpo. Infelizmente, o forte simbolismo de Monte Castello obscureceu a vitória da FEB em Montese em 16 de abril, na qual tomou a cidade após uma batalha exaustiva de quatro dias, sofrendo 426 baixas. Nos dias seguintes, lutou contra a 148ª Divisão alemã e as divisões italianas fascistas Monte Rosa, San Marco e Italia, que se renderam ao General Mascarenhas em 29-30 de abril. Em questão de dias, os brasileiros prenderam e receberam a rendição de 2 generais, 800 oficiais e 14.700 soldados. A 148ª foi a única divisão alemã intacta a se render nessa frente. Embora tivessem pouca preparação e servissem sob comando estrangeiro, contra um inimigo experiente em combate, os "Smoking Cobras" (Cobras Fumantes), como era apelidada a FEB, haviam mostrado, como dizia uma de suas canções, a "fibra do exército brasileiro" e a "grandeza de nossa gente".— McCann, 1995, pg.15.

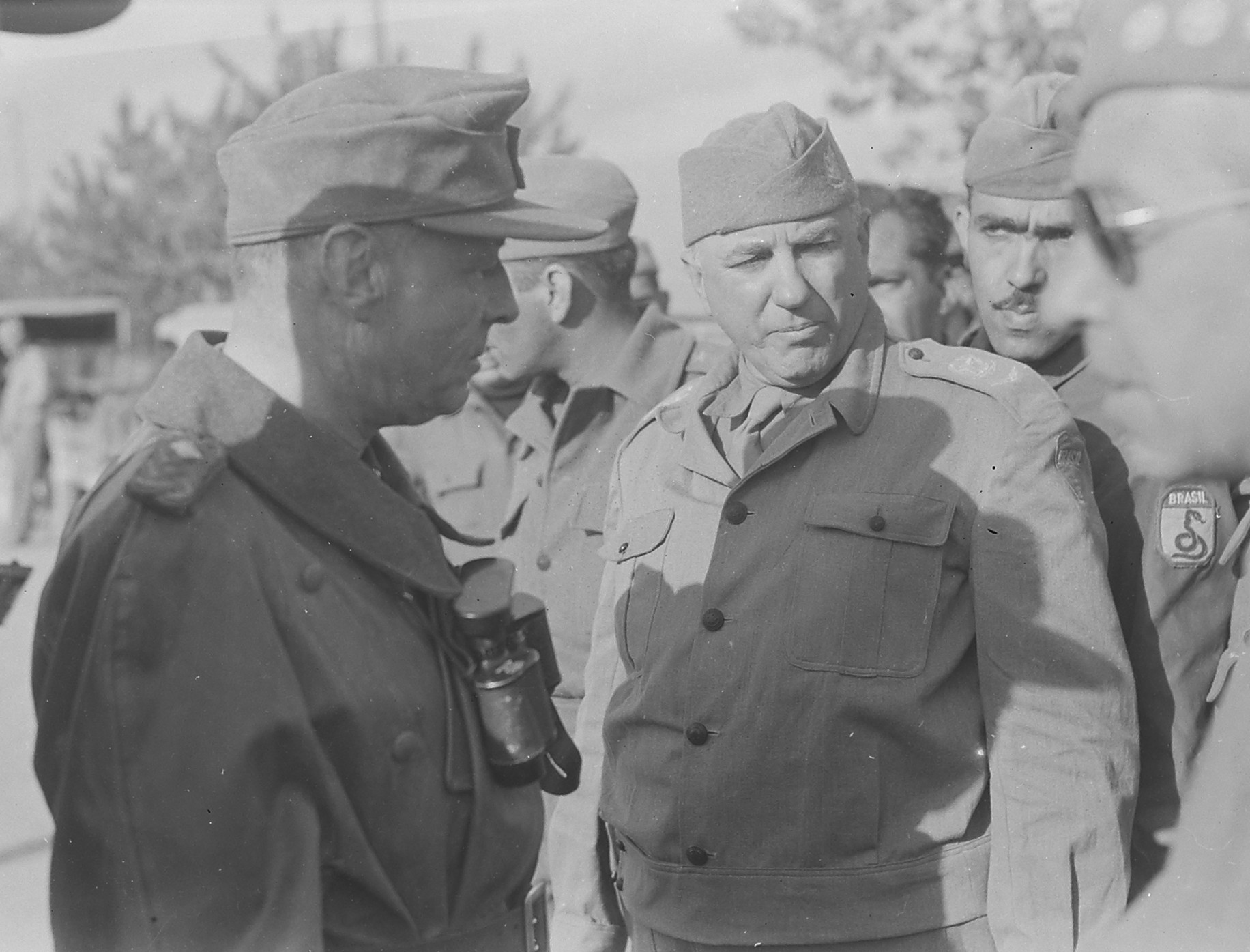
O Generalleutnant Otto Fretter-Pico (à esquerda) rendendo-se ao General Olímpio Falconière da Cunha (ao centro) da 1ª Divisão de Infantaria Expedicionária.

A canção mencionada por McCann é a Fibra de Herói. Os dois generais capturados pela FEB foram o Generalleutnant Otto-Fretter Pico e o General Mario Carloni.
Outros livros menos conhecidos incluem Modern Brazil: Elites and Masses in Historical Perspective (Brasil Moderno: elites e massas em perspectiva histórica, ainda sem tradução para o português), em coautoria com Michael L. Conniff, e A Nação Armada: Ensaios sobre a História do Exército Brasileiro. Seu último livro foi Brazil and the United States During World War II and Its Aftermath: Negotiating Alliance and Balancing Giants, publicado em 6 de outubro de 2018 pela editora Palgrave MacMillan.
O governo brasileiro reconheceu seu compromisso com o estudo do país, conferindo-lhe o título de Comendador da Ordem do Rio Branco (1987) e a Medalha do Pacificador (1995). O professor Frank McCann era fluente em português.

## Periódicos
- Brazil and World War II: The Forgotten Ally. What did you do in the war, Zé Carioca?, University of New Hampshire, 1995.[5]
- Airlines and Bases: Aviation Diplomacy; The United States and Brazil, 1939-1941, Inter-American Economic Affairs, 1968.[5]
- The Rise and Fall of the Brazilian-American Military Alliance, 1942-1977, University of New Hampshire, 2015.[22]

## Prêmios
- Comendador da Ordem do Rio Branco (1987)[2]
- Medalha do Pacificador (1995)[2]